# Capocollo

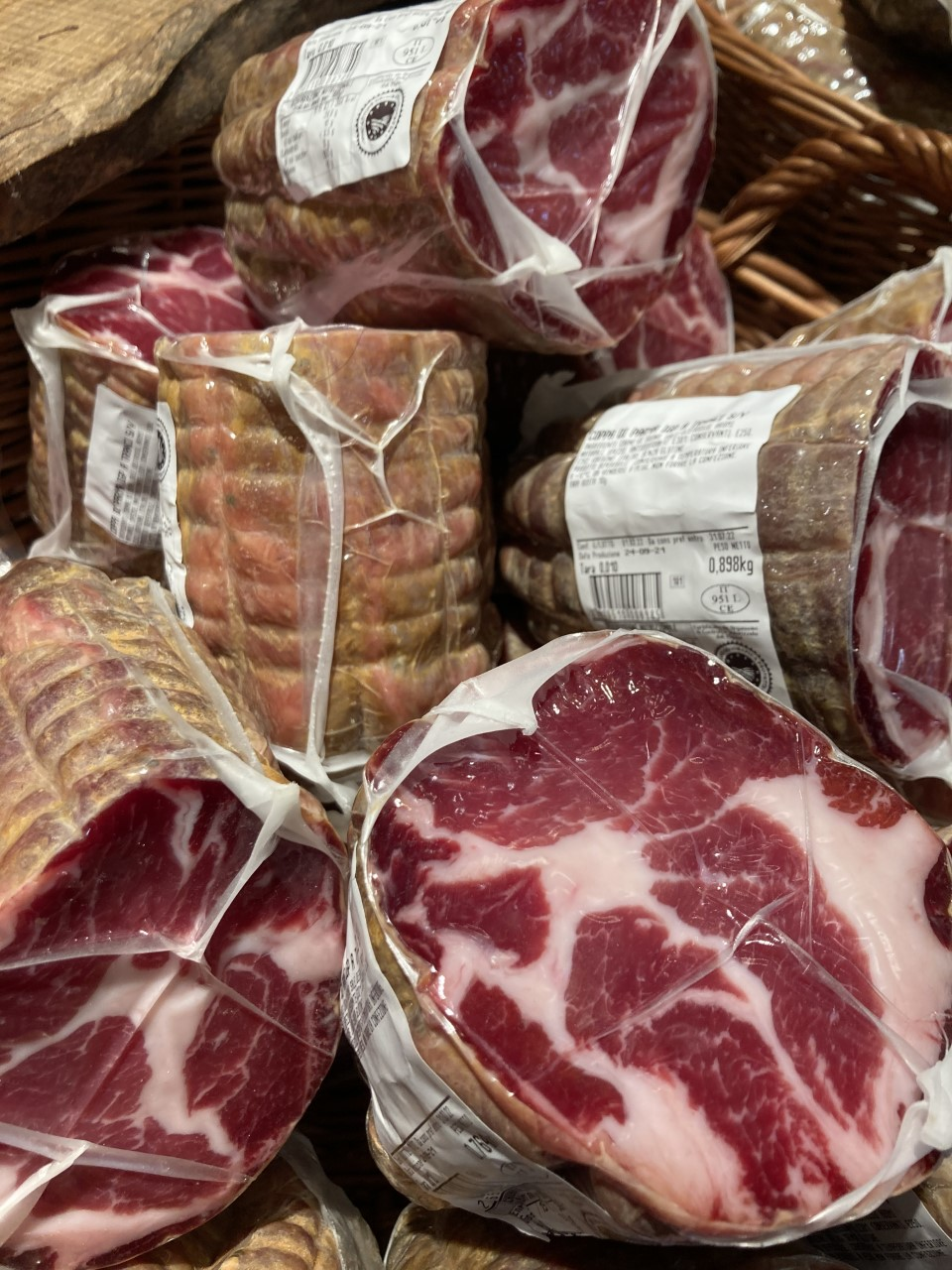
Coppa de Parma

Capocollo ou coppa, também conhecido como copa ou copa-lombo no Brasil, é um enchido típico da culinária da Itália feito especificamente com a carne do cachaço de porco. É primeiro marinada em vinho ou vinagre com uma variedade de condimentos e depois curada em salmoura e colocada dentro duma tripa ou outro material natural e deixada a secar durante vários meses. Variantes regionais do enchido ou do seu nome incluem: capicola, gabagool, gabagul (nos Estados Unidos), bondiola (na Argentina), capicollo, capicollu, ossocollo, finocchiata, corpolongo, lonza, lonzino, scamerita e scalmarita.
Esta preparação é feita em muitas regiões da Itália, mas aparentemente a sua origem está na Calábria, no extremo sul da Itália, quando esta região fazia parte da Magna Grécia. Nesta região, a carne de porcos selecionados é primeiro esfregada com sal marinho, deixando que o produto penetre durante dez dias; depois é lavada do excesso de sal e colocada em vinagre durante outros tantos dias, após o que é novamente lavada e espremida, temperada com condimentos, entre os quais os mais importantes são as pimentas (preta e malagueta), que lhe dão a cor típica. Finalmente, a carne é enrolada na manta peritonial do porco e comprimida com fios de materiais naturais (linho, algodão), por vezes, com a ajuda de palitos de bambu, para ficar com uma forma cilíndrica; o capocollo é então pendurado num local bem arejado para curar durante pelo menos três meses. Este produto é uma “Denominação de Origem Protegida”.
No norte da Itália, a “coppa piacentina”, também uma DOP, desde que preparada na província de Piacenza, é preparada praticamente da mesma forma que na Calábria. Já na Campânia, no centro da Itália, a “capicolla” é feita utilizando todo o músculo do dorso do porco e temperada com alho, pimenta moída e sementes de funcho. Na Apúlia, o produto é fumado depois de curado com os temperos habituais e pendurado a secar em casebres circulares com um teto cónico, chamadas “trulli”. Na Úmbria, o produto é lavado do sal com vinho branco, temperado com alho e pimenta, e por vezes sementes de funcho (poupando a caríssima pimenta importada), enrolado em papel encerado e deixado a secar ao ar livre durante cerca de uma semana; depois, é transferido para um invólucro feito de palha e deixado a curar durante cerca de três meses. Na Toscana, e principalmente na província de Siena, onde se produz um capocollo inscrito na lista dos “Produtos Agroalimentares Tradicionais”, a “finocchiata” (do nome italiano do funcho) pode ainda levar outros condimentos, como o cravinho-da-índia, macis, canela, coentro e noz moscada, e ser ensacada em tripa de porco.
Outros nomes locais desta iguaria incluem a “scammarita” do Lácio, a “scalmerita” da Città di Castello (Perúgia), os “mulette molisane”, o “ossocollo” véneto e a “coppa” de Parma. Outra variedade é a “coppa al ginepro” do Vale de Aosta, que é curada durante 45 dias com bagas de zimbro e depois curada a seco por pelo menos cinco meses.

## Culinária da Inglaterra
Existe uma especialidade semelhante na Inglaterra, especificamente no condado de Lincolnshire, chamada “Stuffed Chine”, feita com a carne que fica entre as omoplatas do porco, curada em sal, depois de recheada com várias ervas aromáticas, tradicionalmente alho-porro, cebolinho, alface, folhas de groselheira, salsa, tomilho e manjerona.